# Boris Živec
Boris Živec, slovenski politik in ekonomist, * 19. september 1957, Maribor
Obiskoval je srednjo ekonomsko šolo v Mariboru. Na Ekonomsko-poslovni fakulteti v Mariboru je diplomiral s področja trasporta in poslovne logistike. Leta 1980 se je zaposlil v planski službi Slovenskih železnic - ŽTO Maribor, kjer je ostal deset let. Leta 1991 je postal pomočnik ministra za promet in zveze, Marjana Krajnca.
Leta 1996 je postal direktorja projekta Trans European Railways (TER) pod okriljem ekonomske komisije Združenih narodov s sedežem v Budimpešti. Avgusta 2000 se je vrnil na Ministrstvo za promet, kjer je pripravljal zakonodaja o preoblikovanju slovenskega železniškega sistema.
S 6. decembrom 2004 je kot državni sekretar na prometnem ministrstvu in prvi nadzornik Slovenskih železnic za nekaj mesecev postal začasni direktor SŽ. Maja 2008 je bil za pet let imenovan za direktorja Javne agencije za železniški promet RS. Zaradi neskladnosti z načrti takratnega ministra je odstopil 26. februarja 2013, tri mesece pred koncem mandata. Namigovanj, da je član Stranke Mira Cerarja (SMC), ni potrdil. Kasneje je še delal v tej agenciji.